# خالد عايد العنزي
خالد عايد جاسم مقضي العنزي (17 أكتوبر 1968 -)؛ نائب سابق في مجلس الأمة الكويتي

## سيرته
خالد عايد العنزي تخرج من جامعة الكويت كلية الحقوق، حاصل على درجة الدكتوراه في القانون - مُحامي معتمد في محكمة التمييز والمحكمة الدستورية العليا، ترشح لانتخابات مجلس الأمة الكويتي 2020 عن الدائرة الثانية وحصل على 2565 صوت وجاء في المركز السادس وفاز بالانتخابات. شارك في انتخابات مجلس الأمة الكويتي 2022 عن الدائرة الثانية وحصل على المركز الثامن عشر برصيد 1,242 صوت وخسر الانتخابات.

## أبرز مواقفه في مجلس الأمة

### مجلس الأمة 2020
أصدر مركز اتجاهات للدراسات والبحوث تقريرًا عن أداء خالد عايد العنزي في مجلس الأمة 2020، ووصفت مواقفه بأنهُ مؤيدًا للقرارات الحكومية ورئيس المجلس، حيثُ لم يدعم أي استجواب مقدم للوزراء، ولم يستخدم أداة الاستجواب بتاتًا.
| استجواب الوزير حمد جابر العلي (يناير 2022)              | ضد الاستجواب |
| استجواب الوزير أحمد ناصر الصباح (فبراير 2022)           | ضد الاستجواب |
| استجواب الوزير علي حسين الموسى (مارس 2022)              | ضد الاستجواب |
| رفع الحصانة عن النائب شعيب المويزري في شكوى رئيس المجلس | موافق        |
| رفع الحصانة عن النائب محمد المطير                       | موافق        |
| رفع الحصانة عن النائب ثامر السويط                       | موافق        |
| رفع الحصانة عن النائب خالد مؤنس العتيبي                 | موافق        |